# Orthosia sordescens
Orthosia sordescens is een vlinder uit de familie uilen (Noctuidae). De wetenschappelijke naam is voor het eerst geldig gepubliceerd in 1993 door Hreblay.
De soort komt voor in Europa.